# 사관과 신사
《사관과 신사》는 1998년 11월 22일부터 1999년 5월 2일까지 KBS 2TV에서 방영된 군인, 여군 가족의 싱싱함, 건강함을 다룬 일요시트콤이다.

## 기획의도
- <사관과 신사>는 인사동의 한 골목을 무대로 펼쳐지며 시트콤 전문연출가로 통하는 주병대 PD와 <금촌댁네 사람들>을 쓴 작가 김원진씨가 손을 잡은 작품. 군인, 여군 가족의 싱싱함, 건강함을 다룬 시트콤

## 출연진
- 이훈 : 해군 대위 이순신 역
- 박상아 : 육군 중위 김유신 역
- 조형기 : 김유신 중위의 형부 김정신 상사의 남편 한용운 역
- 권은아 : 김유신 중위의 언니 육군 상사 김정신 역
- 이현경 : 김유신 중위의 친구 봉선화 역
- 이혜숙 : 여군 상사, 아내 역
- 박철 : 윤동주 역
- 김민주
- 신소미
- 송민형
- 김민선
- 김준호 (특별출연)
- 손심심 (특별출연)

## 참고 사항
- 당초 1998년 10월 18일 첫 회가 나갈 예정이었지만[1] 당시 KBS의 자금난과 각본가 및 배우들 섭외 문제로 어려움을 겪었다.
- 이에 KBS는 주말 오후 9시에 10부작 북한 영화 <림꺽정>을 대체 편성했고 첫 방영일은 1998년 11월 22일로 바뀌었다.
- 극 중 김유신 역으로 나온 박상아를 자사 KBS 새 미니시리즈 <천사의 키스>와 겹치기 출연시킨 점[2] 외에도 남녀관계나 가족의 일상을 감각적이고 비현실적으로 다뤘다는 지적을 사야 했으며[3] 결국 기대 이하의 성적에 그쳤다.

## 결방
- 1999년 1월 3일 - 신년특선영화 《매디슨 카운티의 다리》 편성[4]